# Tipula phoroctenia
Tipula phoroctenia är en tvåvingeart som beskrevs av Alexander 1919. Tipula phoroctenia ingår i släktet Tipula och familjen storharkrankar. Inga underarter finns listade i Catalogue of Life.